# کاتاژینا زاوادسکا
کاتاژینا زاوادسکا (لهستانی: Katarzyna Zawadzka؛ زادهٔ ۱۹۸۴) بازیگر اهل لهستان است.
از فیلم‌ها یا مجموعه‌های تلویزیونی که وی در آن‌ها نقش داشته‌است، می‌توان به نامه به بابا نوئل ۳، بدون پنهان‌کاری، راه‌های آزادی، پدر متیو، قانون حقیقی، طایفه و در خوشی و سختی اشاره نمود.